# Beaurepaire-sur-Sambre
Beaurepaire-sur-Sambre település Franciaországban, Nord megyében. Lakosainak száma 277 fő (2022. január 1.). Beaurepaire-sur-Sambre Barzy-en-Thiérache, Le Nouvion-en-Thiérache, Fontenelle, Cartignies, Petit-Fayt és Prisches községekkel határos.

## Népesség
A település népességének változása:
| Lakosok száma | 254  | 258  | 261  | 260  | 263  | 266  | 268  | 275  | 277  |
|               | 2013 | 2015 | 2016 | 2017 | 2018 | 2019 | 2020 | 2021 | 2022 |